# Tasmanischer Bergpfeffer
Der Tasmanische Bergpfeffer (Tasmannia lanceolata (Poir.) A.C.Sm., Syn.: Drimys lanceolata Poir.), auch Tasmanische Pfefferbeere oder Australischer Pfeffer genannt, ist eine Pflanzenart aus der Gattung Tasmannia innerhalb der Familie der Winteraceae.

## Merkmale

### Vegetative Merkmale
Der Tasmanische Bergpfeffer ist ein bis zu 5–10 m hoher, immergrüner Strauch oder Baum. Der Hauptstamm ist gerade, die Zweige entspringen aus spitzen Winkeln. Die Zweigstellen sind rötlich, dick und unbehaart mit einer dunkelbraunen, glatten Borke mit rauen Leisten, die sich von der Basis jeden Blattes ziehen. Die untere Borke ist ebenso dunkelbraun und dünn. Die jungen Zweige sind rötlich.
Die einfachen Laubblätter sind wechselständig mit einem kurzen (2–6 mm), dicken, roten Stiel. Die dicken, kahlen, ledrigen, lanzettlichen oder eilanzettlichen bis verkehrt-eilanzettlichen Blätter sind ganzrandig, mit einer rundspitzigen bis spitzen Spitze und einer keilförmigen Basis. Die Blätter sind gewöhnlich 5 bis 10 cm lang und 7 bis 20 mm breit, auf beiden Seiten glatt und seidig, dunkelgrün auf der Oberseite und etwas blasser, manchmal „bereift“, glauk auf der Unterseite. Sie weisen zahlreiche kleine Tupfen auf, die Öldrüsen. Die Nervatur ist gefiedert mit etwas undeutlichen Seitenadern.

### Generative Merkmale
Der Tasmanische Bergpfeffer ist zweihäusig diözisch. Die eingeschlechtlichen Blüten mit doppelter Blütenhülle sind klein. Jede Blüte entspringt aus der Achsel einer Knospenschuppe und sie bilden Büschel von acht bis zehn Blüten, die einer kleinen Enddolde ähneln. Die gelblich-weißen Blüten sind 1–2 cm groß, an 5–15 mm langen, dicklichen Stielen, es sind rötliche Deckblätter vorhanden. Es sind zwei bis drei äußere, blattähnliche 5 mm große, kalyptrate Kelchblätter vorhanden, die verwachsen sind und bald nach dem Aufblühen abfallen. Die vier bis acht länglichen Kronblätter sind 5–9 mm groß. In der meist größeren männlichen Blüte sind etwa 20 Staubblätter mit dicklichen Staubfäden vorhanden und meist nur ein unfruchtbares Fruchtblatt. In der weiblichen Blüte ist meist nur ein geteiltes, gefurchtes und oberständiges Fruchtblatt vorhanden.
Die kugelige, zweiteilige, glatte Frucht ist beerenähnlich, erbsengroß, glänzend, zuerst dunkelrot und wird bei Reife schwarz. Sie enthält 10 bis 18 Samen. Die schwärzlichen Samen sind nierenförmig.

### Chromosomenzahl
Die Chromosomenzahl beträgt 2n = 28.

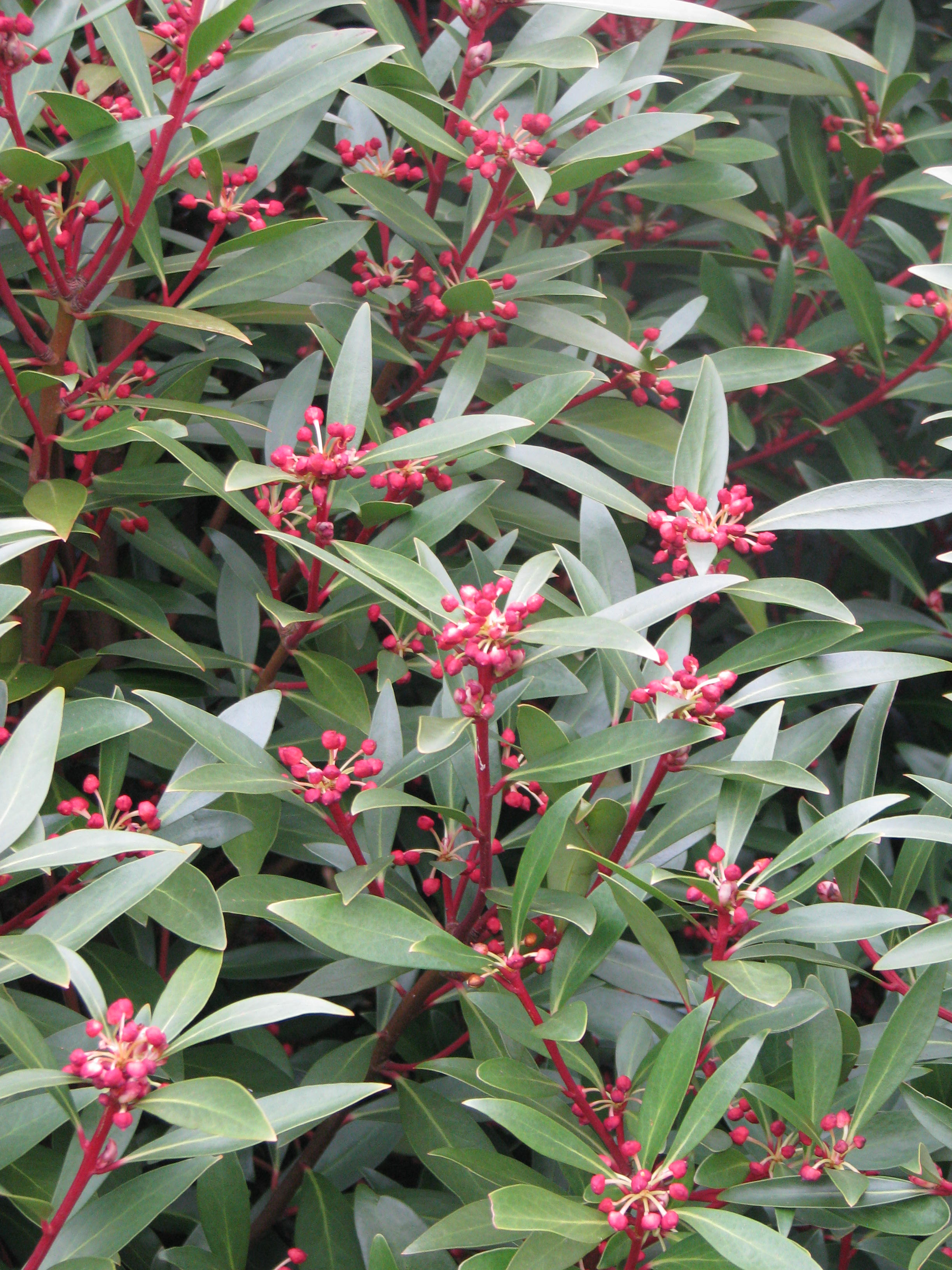
Tasmanischer Bergpfeffer (Tasmannia lanceolata)

## Ökologie
Der Tasmanische Bergpfeffer überlebt mäßig kalte Winter und toleriert kurzzeitig Temperaturen bis −15 °C. Er kann an felsigen, windexponierten Stellen überleben, bevorzugt aber geschützte Stellen. Er wächst auf fruchtbaren, feuchten, gut entwässerten kalkfreien Böden – wobei auch Tonböden toleriert werden – am liebsten an halbschattigen Stellen. Er blüht in Tasmanien von September bis Januar. Die Beeren reifen von März bis April. Die Beeren werden von Vögeln z. B. aus der Gattung Strepera verzehrt. Die gesamte Pflanze ist aromatisch, scharf, das Holz ist ziemlich weich. Der Tasmanische Bergpfeffer ist resistent gegenüber dem Hallimasch, aber empfindlich auf Phytophthora cinnamomi.

## Verbreitung
Der Tasmanische Bergpfeffer kommt in New South Wales, in den Blue Mountains, in Victoria und in Tasmanien vor. In Tasmanien kommt er vom Meeresspiegel bis in alpine Regionen von 300 bis 1400 m vor. Er bevorzugt kühle, feuchte Habitate und ist in kühl gemäßigten Regenwäldern und offenen Wäldern verbreitet. Er kommt auch in subalpinen Waldgebieten vor.

## Verwendung
Die Blätter und Beeren werden normalerweise getrocknet als Gewürz verwendet. Die Früchte und Blätter dienen als Ersatz von Pfeffer oder Piment, wie auch der ähnliche „Dorrigo Pepper“ von Tasmannia insipida und Tasmannia stipitata. Ähnlich verwendet werden die Früchte der nah verwandten Winterrinde.